# Macrolobium guianense
Macrolobium guianense là một loài thực vật có hoa trong họ Đậu. Loài này được (Aubl.) Pulle miêu tả khoa học đầu tiên.